# Fisklösen (Gustav Adolfs socken, Västergötland)
Fisklösen är en sjö i Habo kommun i Västergötland och ingår i Motala ströms huvudavrinningsområde. Sjön har en area på 0,0741 kvadratkilometer och ligger 234,4 meter över havet.

## Delavrinningsområde
Fisklösen ingår i det delavrinningsområde (643196-140028) som SMHI kallar för Mynnar i Vättern. Avrinningsområdets medelhöjd är 244 meter över havet och ytan är 28,66 kvadratkilometer. Det finns inga delavrinningsområden uppströms utan avrinningsområdet är högsta punkten. Gagnån som avvattnar avrinningsområdet har biflödesordning 2, vilket innebär att vattnet flödar genom totalt 2 vattendrag innan det når havet efter 198 kilometer. Delavrinningsområdet består mestadels av skog (79 procent). Avrinningsområdet har 0,17 kvadratkilometer vattenytor vilket ger det en sjöprocent på 0,6 procent. Bebyggelsen i området täcker en yta av 0,44 kvadratkilometer eller 2 procent av avrinningsområdet.